# Kulli (Raasiku)
Kulli – wieś w Estonii, w prowincji Harju, w gminie Raasiku.
Znajduje tu się przystanek kolejowy Kulli, położony na linii Tallinn – Narwa.